# Mavréli
Mavréli är en ort i Grekland.   Den ligger i prefekturen Trikala och regionen Thessalien, i den centrala delen av landet, 260 km nordväst om huvudstaden Aten. Mavréli ligger 1 223 meter över havet och antalet invånare är 496.
Terrängen runt Mavréli är huvudsakligen kuperad. Mavréli ligger uppe på en höjd. Runt Mavréli är det glesbefolkat, med 14 invånare per kvadratkilometer. Närmaste större samhälle är Deskáti, 10,9 km nordväst om Mavréli. Omgivningarna runt Mavréli är en mosaik av jordbruksmark och naturlig växtlighet.